# Сима-Ауянтепуи-Нороэсте
Си́ма-Ауянтепу́и-Нороэ́сте (исп. Sima Auyantepui Noroeste) — самая глубокая в мире пещера в кварцитах. Расположена в Венесуэле, на Гвианском нагорье, к югу от водопада Анхель.
Глубина пещеры достигает 370 м. Вход на плоской вершине на высоте около 1600 м. Этот и соседние гигантские провалы (до 400 м диаметром) на плато, которое покрыто сплошным покровом непроходимых джунглей, были обнаружены в 1950-х годах с самолётов. Район исследуется с 1974 года. Отвесные обрывы, на дне растут деревья, по трещинам отходят галереи.